# The Ripper Award
The Ripper Award eller "Den Europæiske Krimi Pris" blev uddelt første gang i 2008. Siden da er den blevet uddelt hvert andet år.
Initiativet er kommet fra Tyskland i Kulturregion Hellweg i forbindelse med deres krimifestival „Mord am Hellweg“. Prisen, der er på € 11.111 er støttet af Sparkasse Unna og WDR (den vesttyske radiostation). Konceptet og ideen er skabet af Jürgen Alberts (forfatter, Bremen), Herbert Knorr (Westfälisches Literaturbüro i Unna) og Sigrun Krauß (Kulturbetriebe Unna).
Nomineringer til prisen komme fra en meget bred vifte af personer, bl.a. forlagsfolk og journalister. En preliminær jury udvælger 11 forfattere, som en hovedjury skal skære ned til 5 kandidater. Denne hovedjury består af anerkendte krimiforfattere fra hele Europa, som alle tidligere er blevet nomineret til at modtage prisen. Når de fem kandidater er udvalgt er det tid for den store afstemning, hvor alle kan stemme enten pr. brev eller online. Mere end 10.000 læserstemmer bliver afgivet før en endelig vinder er fundet.

## Prisvindere
| År   | Prisvinder                 | Nationalitet             | Finalister/ Hovedjury |
| 2008 | Henning Mankell            | Sverige                  | John Harvey, Val McDermid, Håkan Nesser, Maj Sjöwall Hovedjury: Horst Eckert (Tyskland), Peter James (Storbritannien), Edith Kneifl (Østrig), Liza Marklund (Sverige) og Ingrid Noll (Tyskland)                                                           |
| 2010 | Håkan Nesser               | Sverige                  | Gianrico Carofiglio, Arne Dahl, Arnaldur Indriðason, Minette Walters Hovedjury: Polina Daschkowa (Rusland), Jürgen Kehrer (Tyskland), Leena Lehtolainen (Finland), Louise Welsh (Storbritannien) og Domingo Villar (Spanien)                              |
| 2012 | Fred Vargas                | Frankrig                 | Veit Heinichen, Petros Markaris Hovedjury: Sara Blædel (Danmark), Helen FitzGerald (Australien), Norbert Horst (Tyskland), Ævar Örn Jósepsson (Island), Bruno Morchio (Italien), Andrea Maria Schenkel (Tyskland) og Jac. Toes (Holland)                  |
| 2014 | Jussi Adler-Olsen          | Danmark                  | Simon Beckett, Arne Dahl, Ian Rankin and Robert Wilson Hovedjury: Mechtild Borrmann (Tyskland), Roberto Costantini (Italien), Georg Haderer (Østrig), Bernard Minier (Frankrig), Celil Oker (Tyrkiet), Patrick Raynal (Frankrig) og Viveca Sten (Sverige) |
| 2016 | Sebastian Fitzek           | Tyskland                 | Ingrid Noll, Jo Nesbø, Arnaldur Indriðason \|Hovedjury: Jussi Adler-Olsen (Danmark), Christa Bernuth (Tyskland), Ursula Poznanski (Østrig), Yrsa Sigurdardottir (Island), Mitra Devi (Schweitz), Nicci French (Storbritannien)                            |
| 2018 | Simon Beckett og Arne Dahl | Storbritannien · Sverige | Ingrid Noll, Val McDermid Hovedjury: Sebastian Fitzek (Tyskland), Nina George (Tyskland), Christine Brand (Schweiz), Bernhard Aichner (Østrig), Mark Billingham (UK), Roberto Costantini (Italien) und das Autorenduo Cilla und Rolf Börjlind (Sverige)   |

## References
- Henning Mankell vinder the Ripper Award Arkiveret 4. marts 2016 hos  Wayback Machine
- Håkan Nesser vinder the Ripper Award Arkiveret 24. september 2015 hos  Wayback Machine
- Fred Vargas vinder the Ripper Award Arkiveret 2. april 2015 hos  Wayback Machine
- 2015 nominerede Arkiveret 2. april 2015 hos  Wayback Machine
- Jussi Adler-Olsen vinder of the Ripper Award Arkiveret 2. april 2015 hos  Wayback Machine
- Shortlist 2016